# Morada Nova (ort)
Morada Nova är en ort i Brasilien.   Den ligger i kommunen Morada Nova och delstaten Ceará, i den östra delen av landet, 1 600 km nordost om huvudstaden Brasília. Morada Nova ligger 54 meter över havet och antalet invånare är 37 389.
Terrängen runt Morada Nova är platt. Det finns inga andra samhällen i närheten.
Omgivningarna runt Morada Nova är huvudsakligen savann. Runt Morada Nova är det ganska tätbefolkat, med 78 invånare per kvadratkilometer.